# Provincia de Toledo
Toledo es una provincia española de la comunidad autónoma de Castilla-La Mancha, con capital en la ciudad homónima de Toledo. Cuenta con una población de 743 165 habitantes (INE 2024), repartidos en 204 municipios. El río Tajo, que pasa por las ciudades de Toledo y Talavera de la Reina, cruza la provincia de este a oeste abriendo a su paso un ancho valle, que deja al norte la sierra de San Vicente y al sur los montes de Toledo. En el sureste de la provincia se extiende la llanura manchega. Toledo limita al norte con las provincias de Ávila y Madrid, al este con Cuenca, al sur con Ciudad Real, al suroeste con Badajoz y al oeste con Cáceres.

## Símbolos
El escudo que usaba anteriormente la Diputación era muy similar al de la capital, con la salvedad de que este acompaña el águila imperial de las columnas de Hércules: Escudo contracuartelado de Castilla y León, entado en punta de Granada. Se representa en campo de plata, cargado sobre el Toisón de Oro, acolado a un águila exployada de sable, picada y membrada de oro, linguada y uñada de gules y con corona imperial al timbre, flanqueada por las columnas de Hércules sobre ondas de azur, coronadas asimismo con corona imperial y la leyenda Plus Ultra.
El 13 de mayo de 2013 la Diputación actualizó su escudo heráldico y su bandera. El escudo se blasona de la siguiente manera:

Escudo: Águila Bicéfala en sable, con escudo partido en dos cuarteles, el primero de ellos con un cuartelado de Castilla y León y el segundo en azur con una corona imperial de oro. Timbrado con la corona imperial, rematada por el mundo y la cruz; rodeando al escudo aparece el Toisón de oro. A uno y otro lado las columnas de Hércules sobre dos ondas de azur, coronadas asimismo con corona Imperial y la Leyenda Plus Ultra.
Diario Oficial de Castilla-La Mancha nº 103 de 29 de mayo de 2013

La descripción textual de la bandera es la siguiente:

Bandera: color verde o sinople con el escudo anterior en la Bandera.
Diario Oficial de Castilla-La Mancha nº 103 de 29 de mayo de 2013

## Geografía
Limita con Madrid y con las provincias de Ávila (Castilla y León), Cáceres y Badajoz (Extremadura), aparte de con las castellanomanchegas de Cuenca y Ciudad Real.

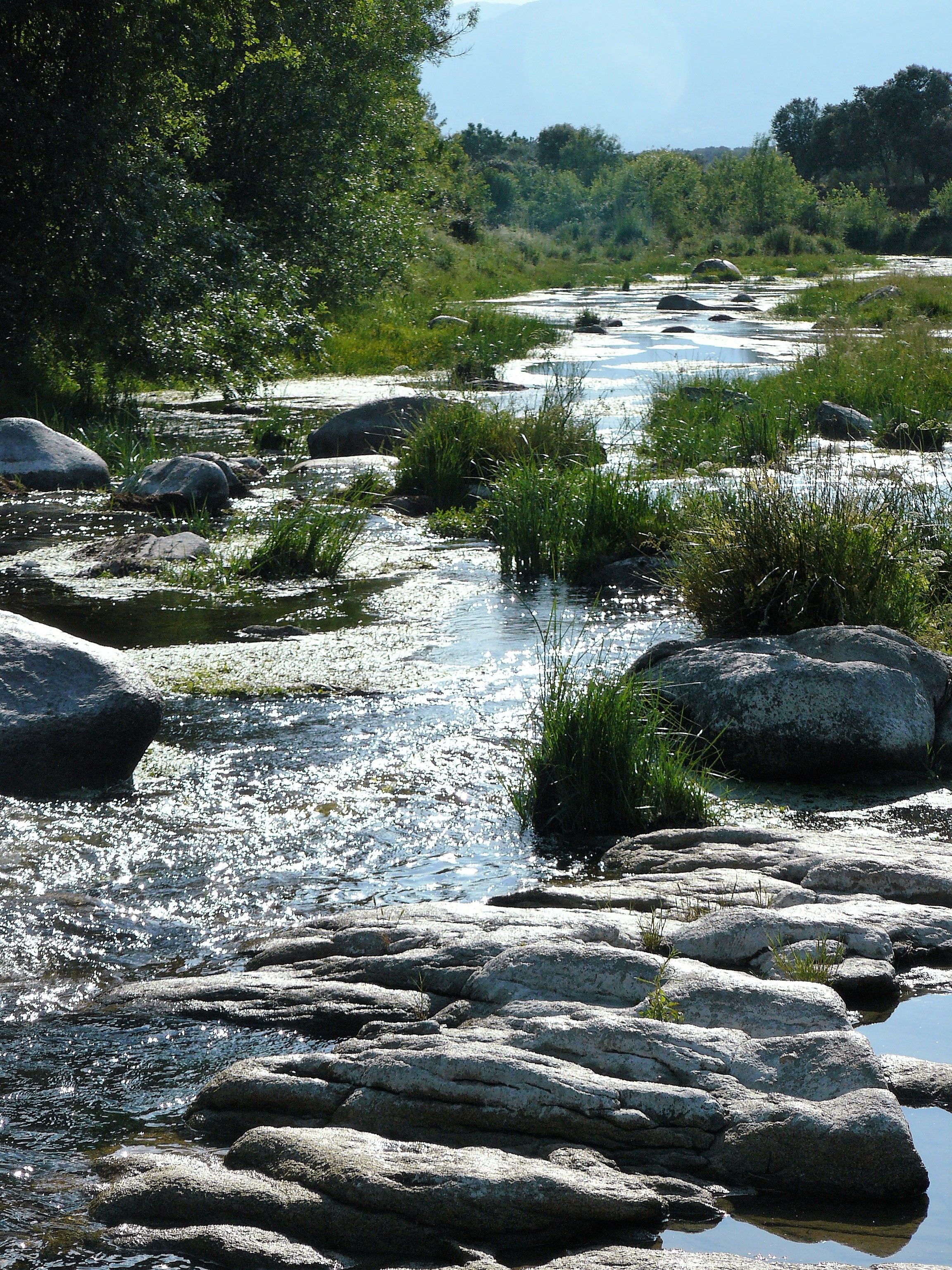
El río Tiétar conforma parte del límite norte de la provincia

El límite septentrional de la provincia de Toledo empieza en la confluencia de la garganta de Alardos con el río Tiétar, y sigue el curso de este, pasando al sur y norte del curso de agua en algunos tramos, hasta llegar al municipio de Fresnedilla; continúa luego por el sur de esta localidad y de Higuera de las Dueñas, que quedan para Ávila, y por el de Cenicientos hasta el río Alberche, que atraviesa al norte de Méntrida, y va por entre Navalcarnero y Casarrubios a cortar el río Guadarrama, por debajo de Batres; pasa luego por el norte de Carranque, Ugena, y Seseña a buscar el río Jarama, agua abajo de su unión con el Tajuña; se encamina luego al Tajo, por cuya orilla derecha sigue hasta el sur de Villamanrique, no lejos de este pueblo; tuerce allí al este y va por el sur de la Zarza de Tajo a terminar en el río Riánsares, al sur de Tarancón.

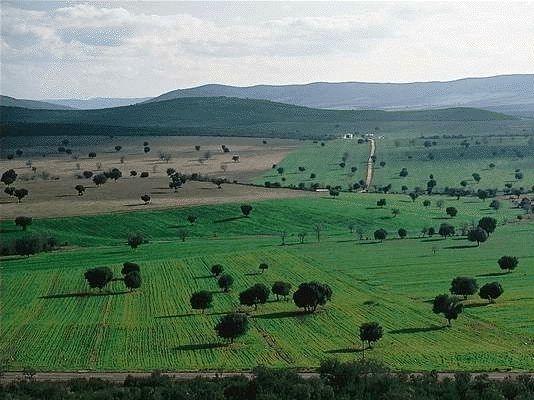
Parque nacional de Cabañeros, en el extremo sur de la provincia y compartido con la de Ciudad Real

El límite oriental sigue el curso de este río hasta su confluencia con un riachuelo que nace hacia Rozalén: allí toma dirección sureste, atraviesa el río Cigüela y pasa por entre Villamayor de Santiago y Villanueva de Alcardete, la Mota del Cuervo y El Toboso, hasta el noroeste de Pedro Muñoz.
Desde este punto parte el límite meridional, y pasando por el norte del Cristo de Villajos, del Campo de Criptana y de Alcázar de San Juan, va a buscar el Cigüela agua abajo y al sur de la laguna de Quero. Sigue el curso de este río hasta el término de Herencia, pasa por el norte de dicho pueblo, de las ventas del Puerto Lápice, orígenes de los riachuelos Amarguillo y Valdespino, hasta Piedraescrita y Minas de Santa Quiteria y el encuentro del río Guadarranque.
El límite occidental sigue remontando el curso de este río hasta su origen; pasa luego por entre Aldeanueva de San Bartolomé y Carrascalejo, al este de Villar del Pedroso hasta El Puente del Arzobispo; continúa después por el oeste de Valdeverdeja y La Calzada de Oropesa, a buscar el río Tiétar en su confluencia con la garganta de Alardos.
Del territorio encerrado en estos límites, hay que excluir el real sitio de Aranjuez, que forma parte de la provincia de Madrid.
| Noroeste: Ávila   | Norte: Madrid    | Nordeste: Madrid     |
| Oeste: Cáceres    |                  | Este: Cuenca         |
| Suroeste: Badajoz | Sur: Ciudad Real | Sureste: Ciudad Real |

### Orografía

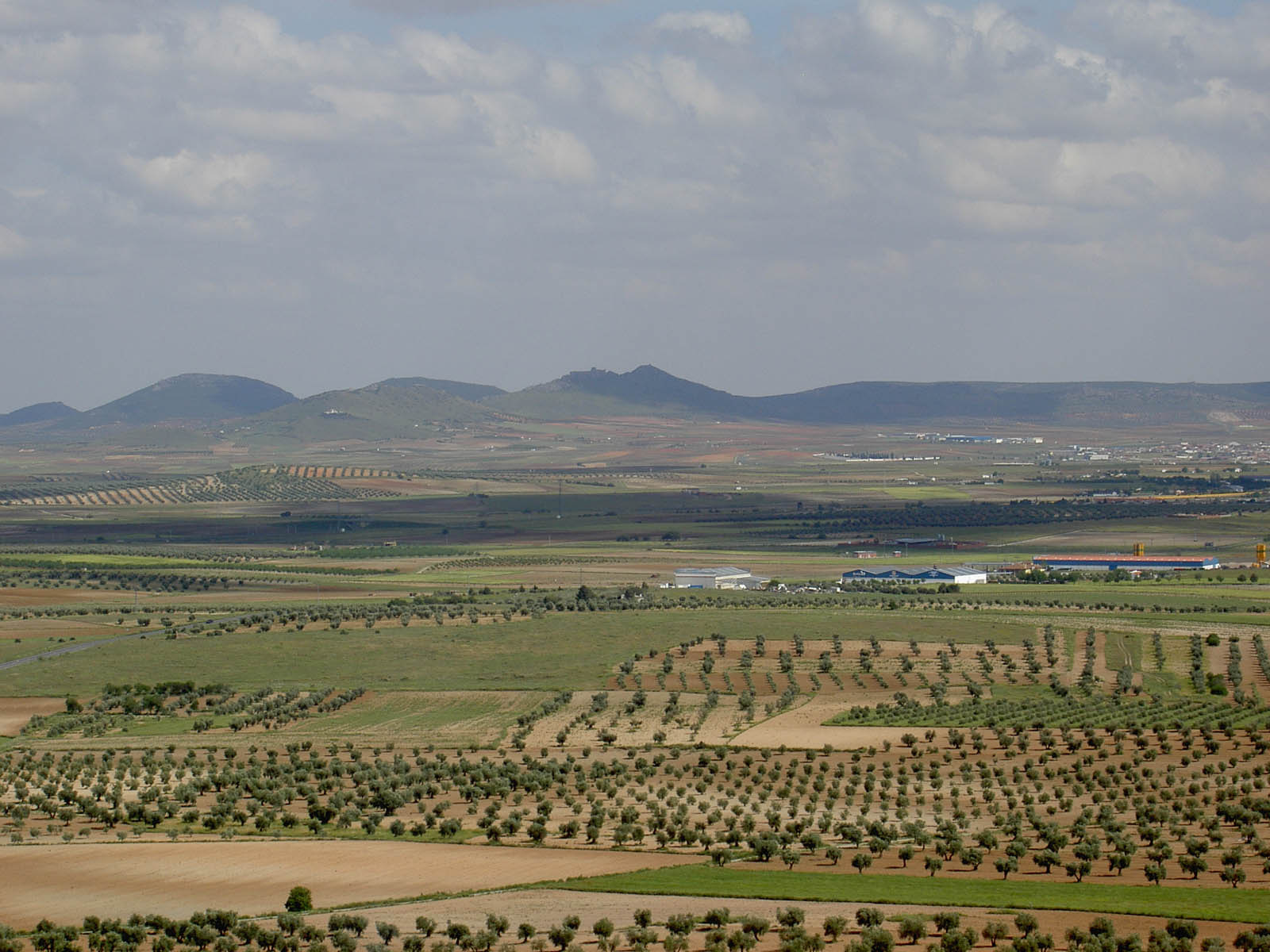
Olivares en las cercanías de Almonacid de Toledo

Los 15 368 km² de la provincia de Toledo se levantan sobre una llanura de unos 590 m sobre el nivel del mar de altitud media. Estando entre los 201 y los 600 m. 6285 km², entre los 601 a 1000 m 8620 km², y entre los 1001 a 2000 m 463 km². A la derecha del Tajo la pendiente viene a ser del 2/1000, con amplios campos, suaves ondulaciones, por donde descienden ríos y arroyos de anchas vegas, en contraposición con la margen izquierda, en la que el terreno se eleva de manera rápida, abrupta, pareciendo que va a extenderse hacia el sur una gran zona montañosa, con ásperas torrenteras, quebradas y hondas gargantas, cuya pendiente viene a alcanzar el 60/1000. Cuando alcanza 200 m sobre el río y a 3000 m de distancia, cesan las pendientes rápidas y aparece una planicie de suaves ondulaciones, interrumpida en la dirección del río por una serie de cerros aislados, entre los que se encuentran la serreta de Nambroca, pequeña y sin importancia, la sierra de Layos (1048 m) y el pico de Noez (1035 m).

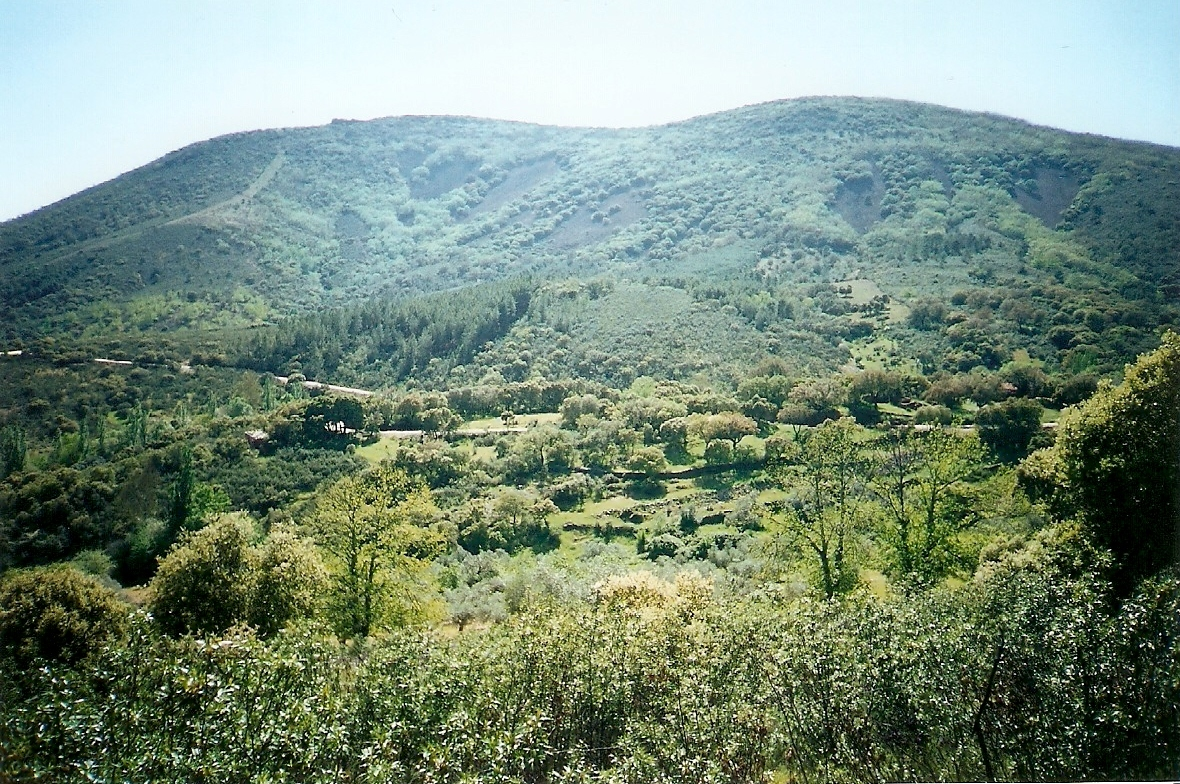
Paisaje y vegetación de los montes de Toledo

En los montes de Toledo, localizados en el sur, a lo largo de la provincia, aparecen tres alineaciones: la de la sierra de Los Yébenes, que continúa al oeste, con cumbres de mayor consideración que el cerro de Castillejos, como la de Peñafiel (1420 m), Corral de Cantos (1419 m) y Rocigalgo (1441 m), que son las máximas altitudes de estos montes.

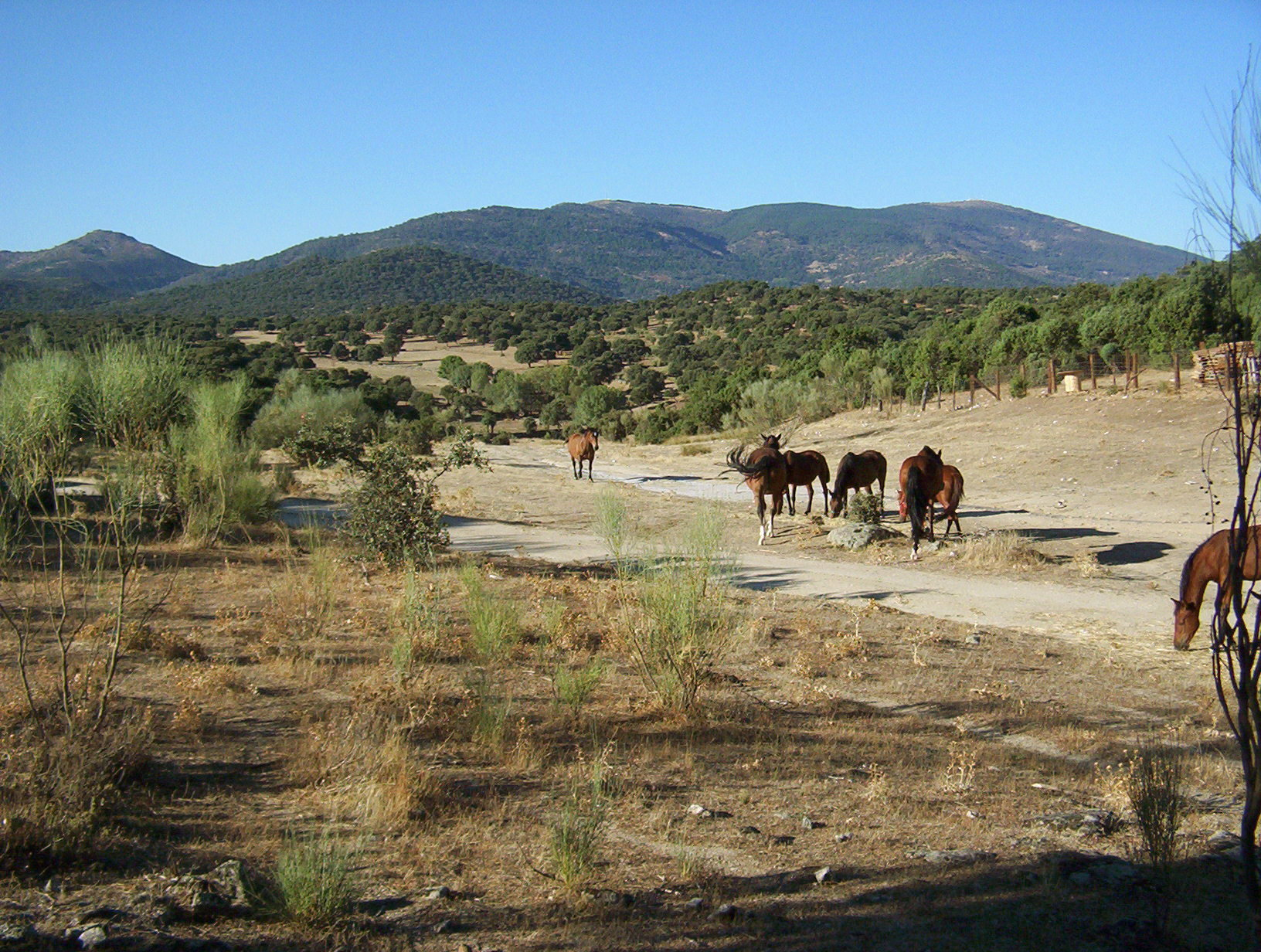
Paisaje de la sierra de San Vicente

Hacia el sur de la sierra de Los Yébenes se extiende la sierra de Guadalerzas, cuyas alturas están localizadas en el cerro de la Alberquilla (993 m), Valdelacárcel (1038 m), que van a unirse con la formación formada con la sierra de la Calderina, que se eleva por el saliente de un modo súbito, y en la que se encuentran el Morrón Grande (1203 m) y Alamillo (1213 m).
En la zona de la Mancha Alta Toledana encontramos grandes extensiones llanas con una altitud media alrededor de 700 m con suaves ondulaciones y pequeñas elevaciones como la sierra del Romeral (Villacañas, El Romeral) o la sierra del Gollizno (825 m) (Corral de Almaguer).
El relieve montañoso de la provincia se completa con la sierra de San Vicente en el noroeste, que sale del sistema Central, de Gredos hacia Talavera de la Reina. Sus vertientes culminantes son San Vicente (1321 m), los Pelados (1331 m) y las Cruces (1368 m).
Es frecuente observar que la acción erosiva haya hecho desaparecer por desgaste las pizarras arcillosas, dejando enhiestas las cuarcitas, constituyendo montañas con gran resistencia a la erosión. En los lugares donde afloran los granitos no son raras las Piedras Caballeras.

### Hidrografía
La mayor parte de la provincia vierte sus aguas a la cuenca hidrográfica del Tajo, si bien en el sur y este varios ríos pertenecen a la cuenca del Guadiana, como el Cigüela, el Estena, el Amarguillo y el Riánsares. Entre los ríos tributarios del Tajo, que atraviesa la provincia de este a oeste, figuran Alberche, Tiétar, Guadarrama y Algodor.
El Tajo, uno de los principales ríos de la península ibérica, cruza por el centro de la provincia, entrando en ella procedente de la de Madrid poco más arriba de Aranjuez, corriendo hacia el suroeste por un valle limitado en la derecha por un fuerte escarpado de tierra donde asientan Añover y Mocejón, e interrumpido por el arroyo Guadalén, que profundamente encajonado baja de norte a sur desde Moraleja.

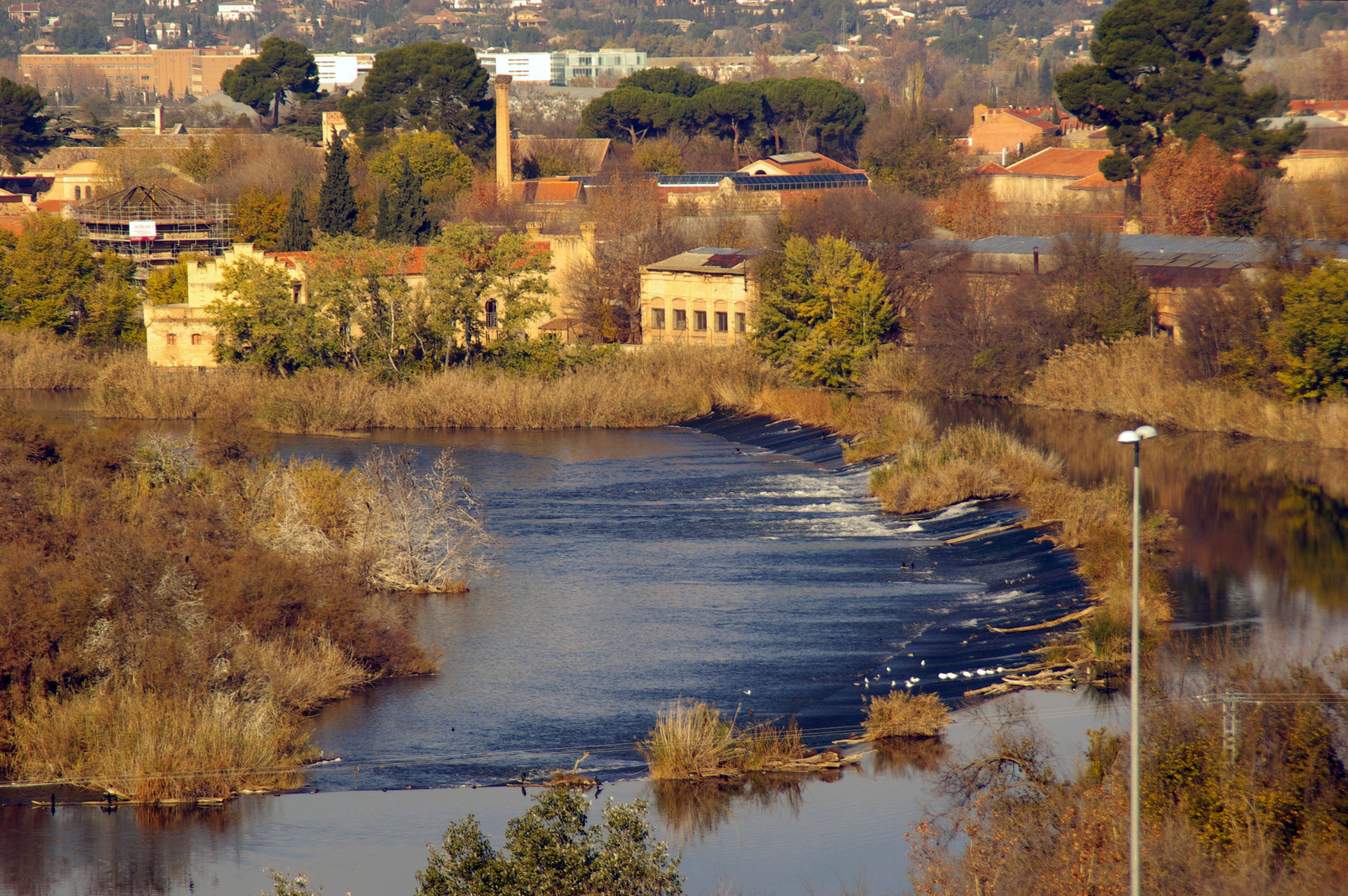
El Tajo a su paso por Toledo

Los arroyos Algodor y Guazalate abren dos grandes barrancadas en la línea de colinas que cierran el valle por la izquierda, descendiendo suavemente de la mesa de Ocaña. Nace el primero cerca de Los Yébenes, y baja lamiendo la falda meridional de la poco elevada sierra de su nombre, y por términos de Orgaz, Mora y Tembleque va a reunirse al arroyo Cedrón, que corre de este a oeste por un barranco en una de cuyas faldas se abre la célebre cuesta del Madero, mientras sobre la otra se ve el pueblo de la Guardia. Juntos ya el Algodor y el Cedrón, siguen a Villasequilla por un valle árido, y tras limitado curso y con escaso caudal desaguan en el Tajo. Próximo a Orgaz tiene su origen el Guazalate, y en la dirección sur a este recorre por punto general un terreno triste y despoblado, entrando sus aguas en el Tajo entre Ain y Cañete.
Sigue el Tajo su curso en la misma dirección hasta llegar a la capital provincial; allí describe un meandro, en cuyos extremos se hallan los puentes de Alcántara y San Martín, y encerrado por escarpados verticales de gran elevación, corre al oeste por el pie de un lomo de rocas, en que están situados los famosos Cigarrales, hasta recibir por la orilla derecha las aguas del Guadarrama. Nace este río en la sierra de su nombre y puertos de Fuenfría y Navacerrada, y, después de un regular trayecto, penetra en la provincia con rumbo al suroeste, deslindando los partidos judiciales de Toledo y Torrijos, y da al Tajo la poca cantidad de aguas que lleva en tiempos ordinarios.

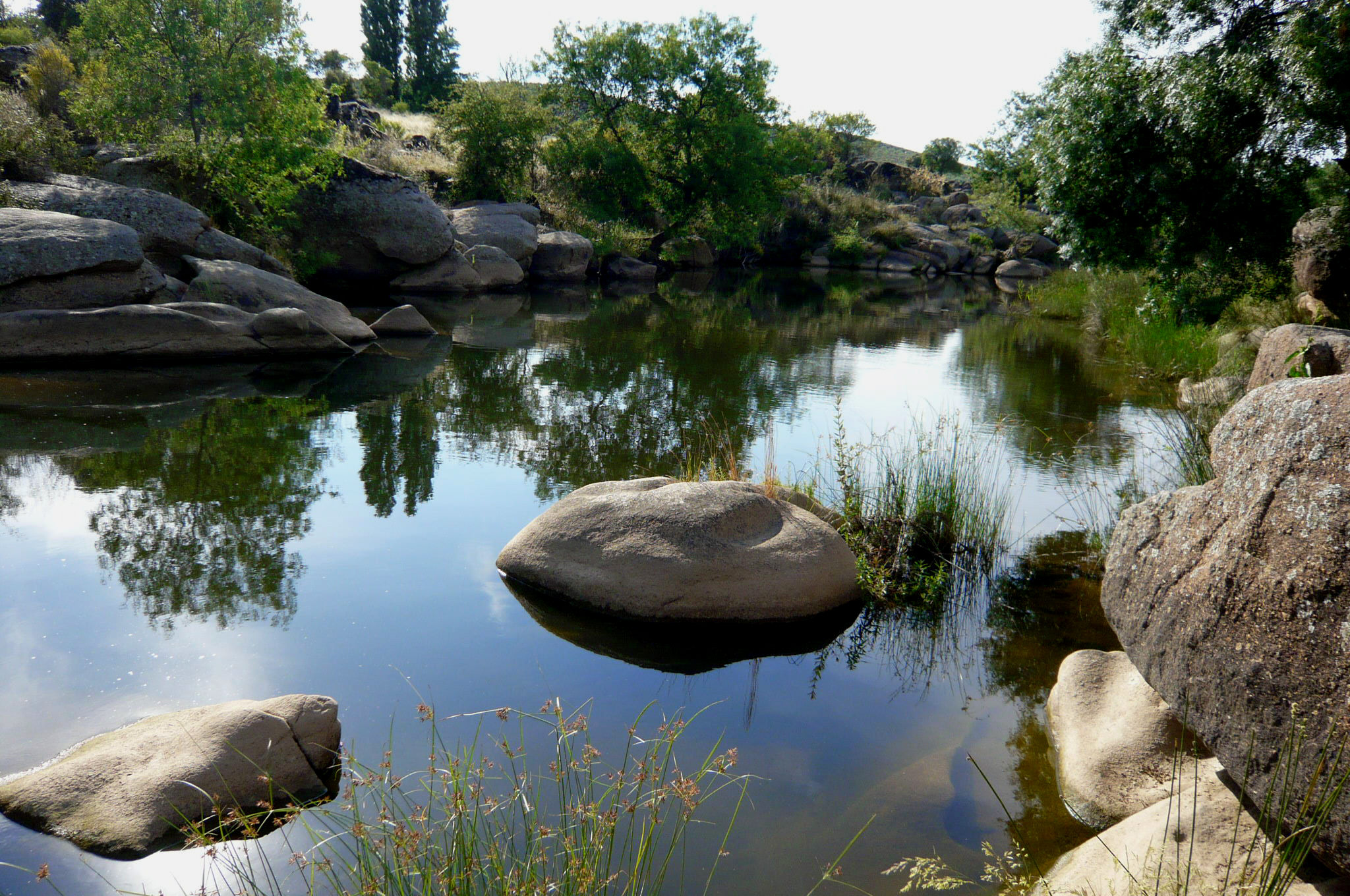
El río Pusa en Santa Ana de Pusa

Desde la desembocadura del Guadarrama prosigue su curso el tajo y va recibiendo por su izquierda las aguas del Guajaraz; el Cuevas, que baja de los cerros de San Pablo por Menasalbas y Gálvez; el Torcón, que desciende del pico de la Galinda; el Cedena paralelo al Torcón, el Pusa paralelo a estos dos se esparce por un valle poco más extenso, desaguando junto a La Pueblanueva; y por fin, el río Sangrera, que, abriéndose paso entre dos estribos poco accidentados y por un terreno generalmente llano, baja a San Bartolomé de las Abiertas y al despoblado de este nombre, en cuyo término da sus escasas aguas al Tajo. En este trayecto no recibe por la orilla derecha más que arroyos insignificantes, junto a Albarreal, La Puebla, El Carpio y Mesegar, hasta que entran en él las aguas del Alberche.
El Alberche es el más importante de los afluentes del Tajo. Nacido entre las parameras de Ávila y la sierra de Gredos, y después de atravesar las provincias de Ávila y Madrid, entra en la de Toledo por el partido de Escalona, con rumbo al suroeste, regando Méntrida, Escalona, Cardiel y Cazalegas, recibiendo por su orilla derecha varios arroyos de poca importancia; y después del bosque y torre de Salinas, para finalmente mezclar sus aguas con las del Tajo.

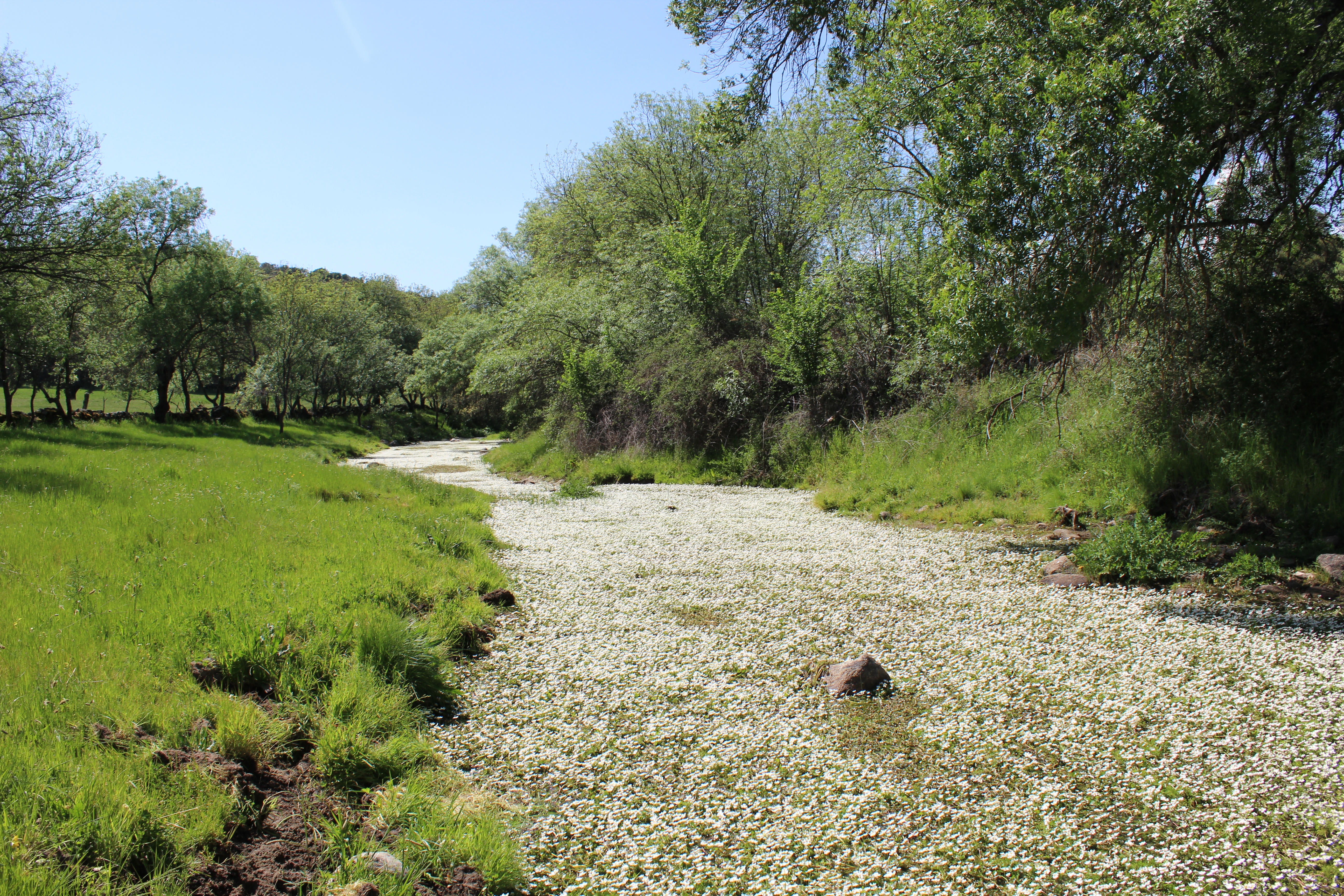
Garganta Torinas

El Tajo sigue a Talavera de la Reina, Herencias, Azután y El Puente del Arzobispo, saliendo en el término de esta villa de la provincia, pasando a la de Cáceres, sin que en esta última parte de su curso reciba más que arroyos insignificantes que proceden por su izquierda de los escarpes de La Jara, terreno áspero de montes encumbrados y profundos valles, de donde se desprenden el Gévalo, el Uso y el Pedroso, mientras que por la derecha le encierran en un lecho profundo, cuyos bordes llevan el nombre de sierras, los ramales que se desprenden del lomo que, próximo al Tajo, sirve de divisoria entre él y el Tiétar, río que, si bien nace y muere fuera de la provincia, recorre al norte una gran parte de ella, siendo el terreno comprendido entre él y el Tajo muy despejado y poblado de encinas y alcornoques.
Los afluentes del Guadiana que bañan también la provincia son el Cigüela y sus afluentes, el Riánsares y el Amarguillo. Nace el Cigüela en los altos de Cabrejas, disputando el nombre al alto Guadiana, y entra en el partido de Quintanar de la Orden, no lejos de Villanueva de Alcardete, sigue a Quero y más adelante recibe por la derecha el caudal del Riánsares, río que, nacido en la sierra de Altomira, entra en la provincia por Cabezamesada, Corral de Almaguer y pasando entre la Puebla de Don Fadrique y Villacañas, se une al Cigüela, a algunos kilómetros agua abajo de La Puebla de Almoradiel. Sigue este río su curso directamente al sur, desangrado para alimentar la laguna de Villafranca de los Caballeros, saliendo poco después de la provincia, no sin haber recibido por su derecha las aguas del río Amarguillo, que, procedente de los montes de Urda, baña el pie del cerro que corona la derruida fortaleza de Consuegra, y cruza la villa por sus calles, como después la de Madridejos.

### Clima

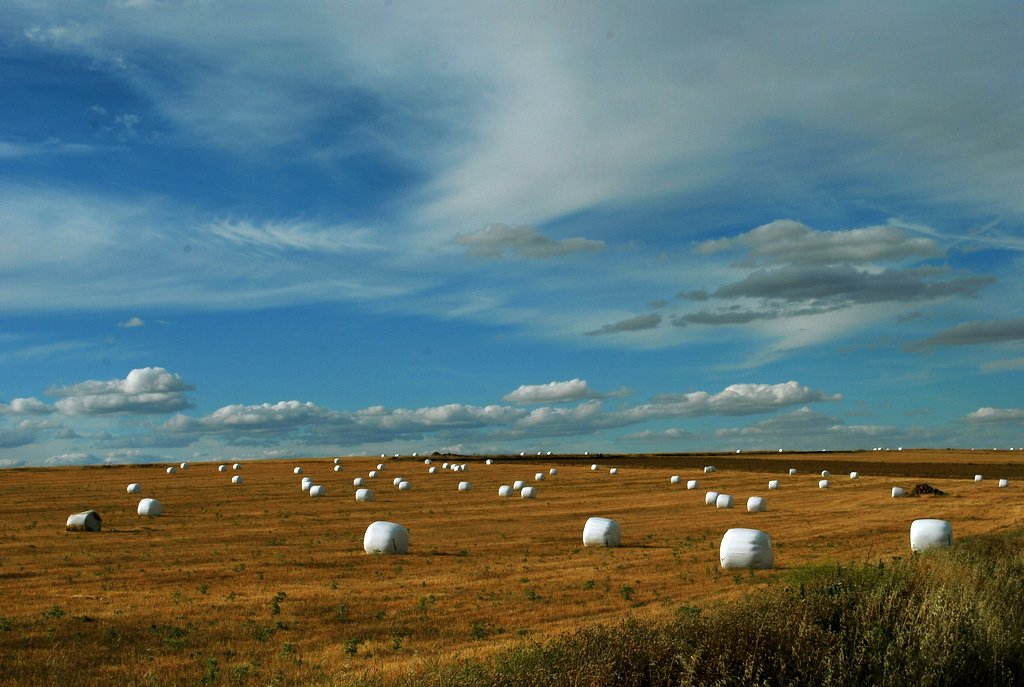
Paisaje cerca de Urda

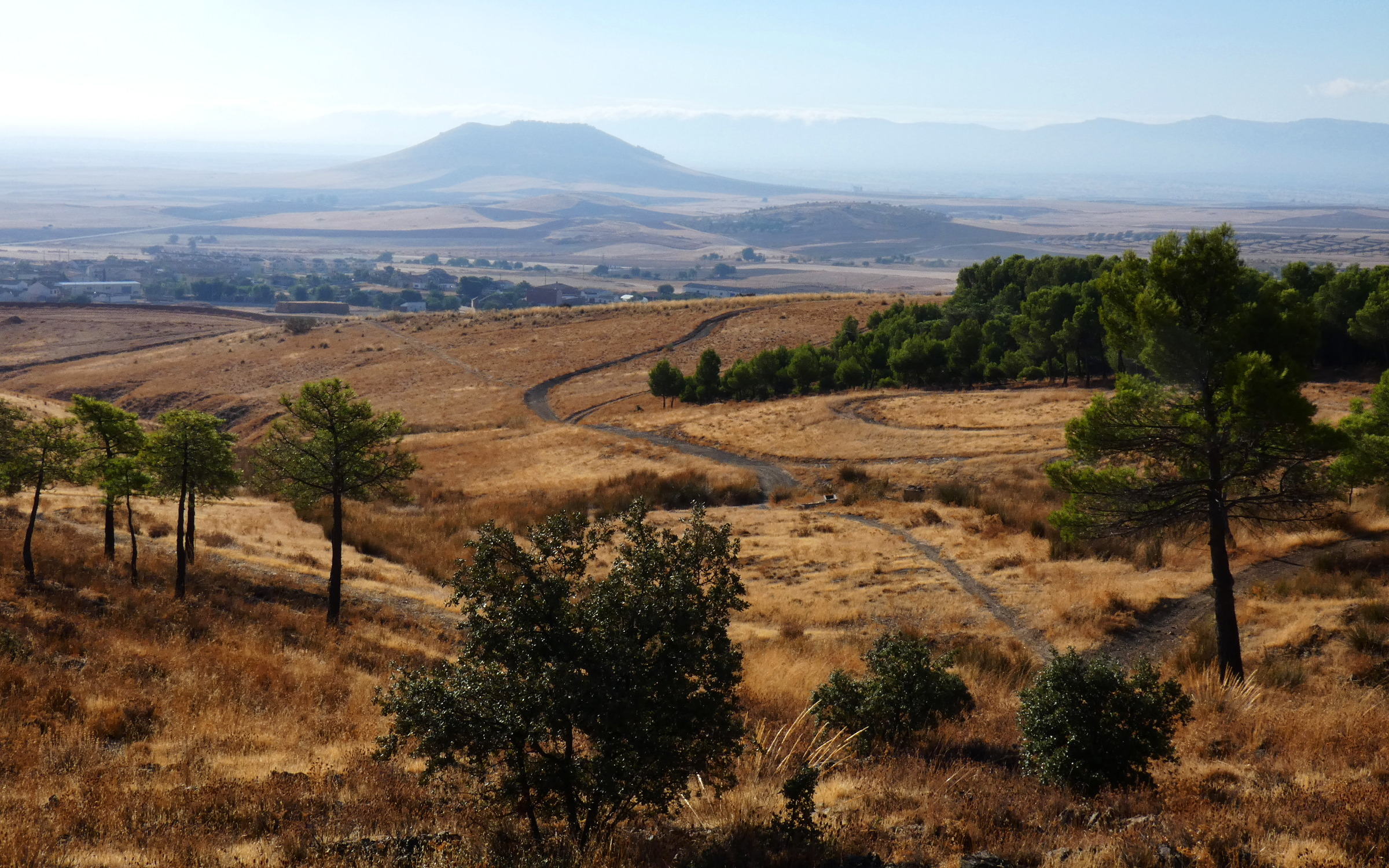
Vista desde la sierra de Noez, con la sierra de Layos en segundo plano

En general predominan inviernos y veranos largos y rigurosos, propios de los climas mediterráneos con influencia continental debido a la altitud y a estar alejado de la costa; y en las zonas montañosas del norte y sur, las temperaturas están condicionadas por la altura, siendo levemente más bajas y las precipitaciones más abundantes. 
En líneas generales en la provincia de Toledo existen dos zonas climáticas diferenciadas: la mitad este de la provincia tiene un clima mediterráneo continental de fuertes contrastes térmicos y bajas precipitaciones, mientras que la mitad oeste disfruta de un clima más suave, con rasgos de clima mediterráneo típico y mayor cantidad de precipitaciones. Las diferencias surgen si se compara el clima de La Sagra y La Mancha, extremos y secos y con agricultura cerealística y vitícola y ganadería ovina, con el de la comarca de Talavera, en la que por estar resguardada al norte por las montañas de la sierra de Gredos y estar surcada por varios ríos y arroyos goza de un clima suave y húmedo propicio a cultivos de regadío como el del maíz, la patata, el tabaco o el tomate y con ganado bovino. Las temperaturas mínimas se suelen dar en enero y las máximas absolutas en la segunda quincena de julio y durante el mes de agosto.
Esta provincia se caracteriza por la sequedad de la atmósfera durante dos tercios del año, registrándose la mayor humedad relativa entre los meses de noviembre a febrero, siendo máxima en las regiones montañosas y mínima en La Mancha. Esta humedad invernal da lugar a densas nieblas en el Valle del Tajo durante los periodos de estabilidad atmosférica. El mes de más lluvias suele ser abril.

## Naturaleza

### Geología
En las proximidades de la localidad de Mazarambroz, se localiza una importante banda milonítica de deformación asociada al muro que separa el domo migmatítico de Toledo (situado al norte), de las rocas metasedimentarias y de los granitos tardicinemáticos de Mora-Las Ventas (situados al sur).

## Organización territorial

### Municipios
A continuación se representa un mapa de imagen de la provincia donde puede situar el cursor del ratón para identificar cada uno de los municipios y hacer clic sobre los mismos para abrir el artículo correspondiente:
De acuerdo al padrón municipal del INE los 20 municipios más poblados de la provincia en 2024 fueron:
La provincia de Toledo es la 48.ª (antepenúltima) de España en que existe un mayor porcentaje de habitantes concentrados en su capital (12,26 %, frente a 31,96 % del conjunto de España), solo por delante de las provincias de Cádiz y Pontevedra.[cita requerida]
Los términos municipales más grandes de la provincia son Los Yébenes, Consuegra, Navalucillos, Corral de Almaguer y Oropesa.

### Entidades de ámbito territorial inferior al municipio
La provincia cuenta con 9 EATIM constituidas. Son las siguientes:
|  | Nombre                | Municipio              |
|  | --------------------- | ---------------------- |
|  | Alberche del Caudillo | Calera y Chozas        |
|  | El Bercial            | Alcolea de Tajo        |
|  | Bernúy                | Malpica de Tajo        |
|  | Buenasbodas           | Sevilleja de la Jara   |
|  | El Casar de Talavera  | Talavera de la Reina   |
|  | Gamonal               | Talavera de la Reina   |
|  | Rinconada             | La Puebla de Montalbán |
|  | Talavera la Nueva     | Talavera de la Reina   |
|  | Las Vegas             | La Pueblanueva         |

### Comarcas
| Nombre                | Población | Extensión (km²) | Principales municipios |
| --------------------- | --------- | --------------- | --- |
| Campana de Oropesa    | 22 663    | 1369            | Oropesa, Calera y Chozas, Velada |
| La Jara               | 19 470    | 2166            | Los Navalucillos, Los Navalmorales, Belvís de la Jara |
| La Mancha de Toledo   | 99 800    | 3488            | Consuegra, Madridejos, Quintanar de la Orden, Villacañas, Corral de Almaguer |
| Mesa de Ocaña         | 37 163    | 1454            | Ocaña, Yepes, Santa Cruz de la Zarza, Dosbarrios, Cabañas de Yepes, Villatobas, Lillo, Ontígola, Villamuelas, Villasequilla, Villarrubia de Santiago, La Guardia, Huerta de Valdecarábanos, Noblejas |
| La Sagra              | 137 751   | 983             | Illescas, Seseña, Bargas, Yuncos, Olías del Rey, Recas, Añover de Tajo, Esquivias, Villaseca de la Sagra                                                                                             |
| Montes de Toledo      | 70 832    | 3018            | Sonseca, Los Yébenes, Argés |
| Sierra de San Vicente | 7914      | 484             | La Iglesuela, El Real de San Vicente, Segurilla |
| Tierras de Talavera   | 87 763    | 192             | Talavera de la Reina |
| Toledo                | 82 489    | 232             | Toledo |
| Torrijos              | 94 207    | 2061            | Torrijos, Fuensalida, La Puebla de Montalbán, Camarena, Santa Cruz del Retamar |

## Demografía
| Gráfica de evolución demográfica de Provincia de Toledo entre 1877 y 2022 |
|                                                                           |
| Fuente: Instituto Nacional de Estadística                                 |

Tradicionalmente la provincia de Toledo ha aportado inmigrantes especialmente a la Comunidad de Madrid. Sin embargo, en los últimos años se ha producido una tendencia de retorno de dicha población a la provincia, unidos a personas autóctonas de dicha comunidad, a inmigrantes extranjeros y a vecinos de las comarcas limítrofes de las provincias de Ávila y Cáceres, que debido a sus buenas comunicaciones con la capital nacional, sus servicios y los precios de las viviendas (más baratas que en Madrid) han decidido marcharse a vivir a la provincia de Toledo, impulsando una gran elevación demográfica en los últimos años. Este ascenso de la población se observa especialmente en los municipios colindantes y cercanos a la Comunidad de Madrid y en los entornos de Toledo y Talavera de la Reina, mientras que el resto de la provincia pierde mayoritariamente población.

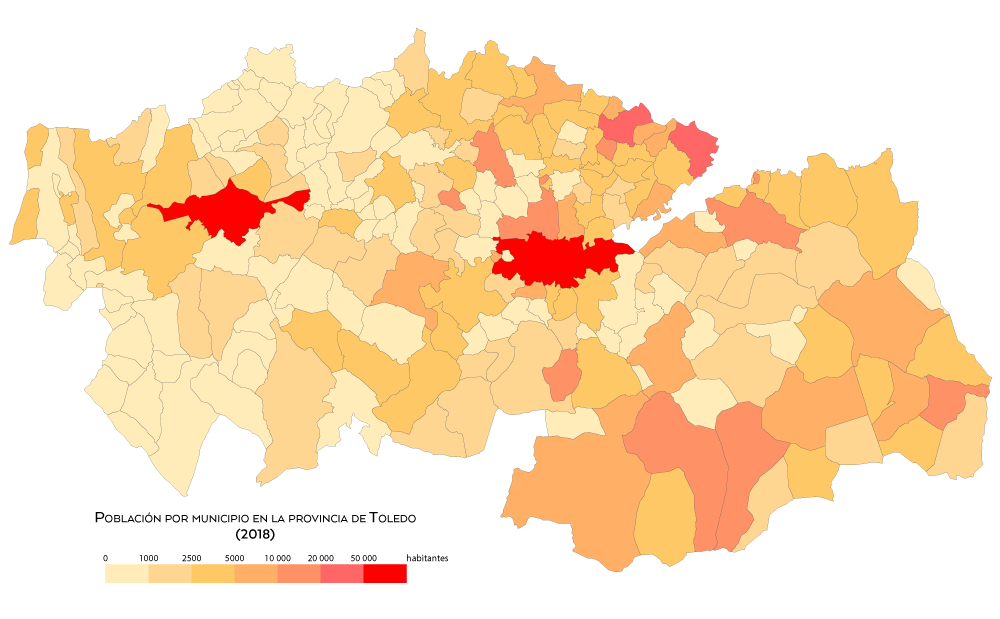
Población por municipio en 2018
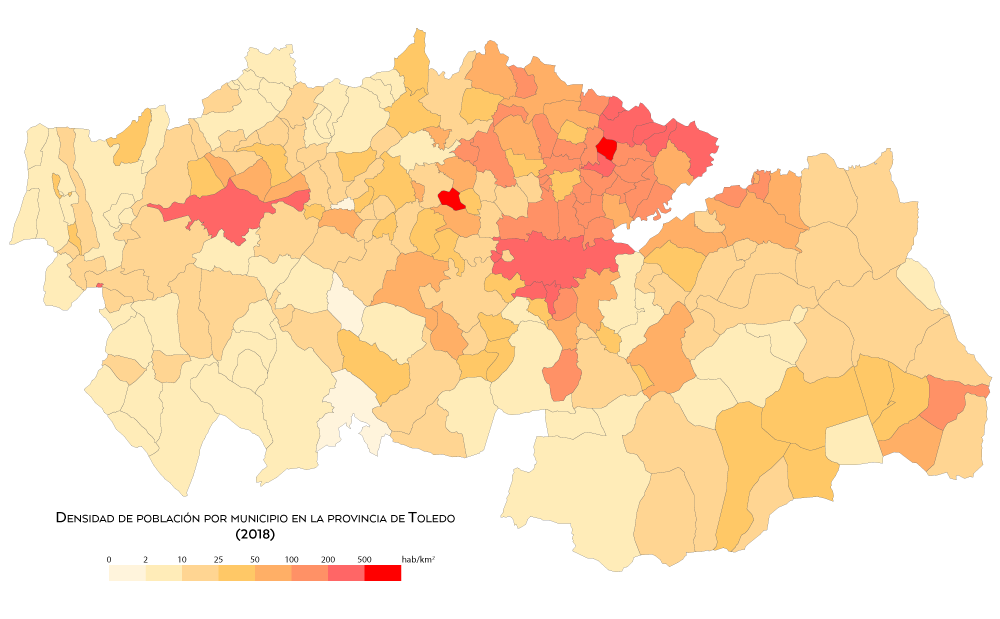
Densidad de población por municipio en 2018
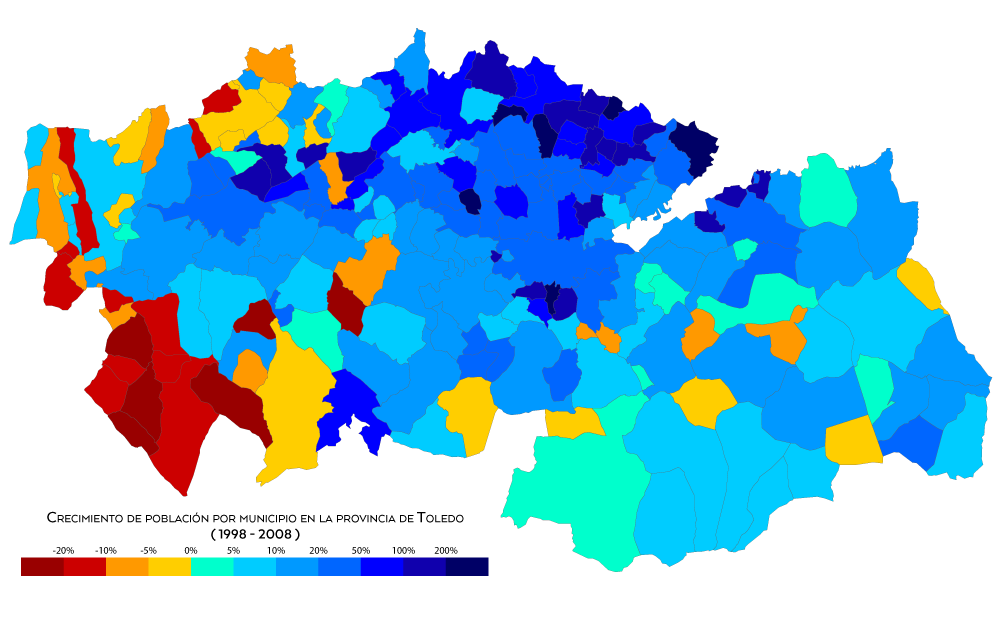
Crecimiento de la población por municipio entre 1998 y 2008
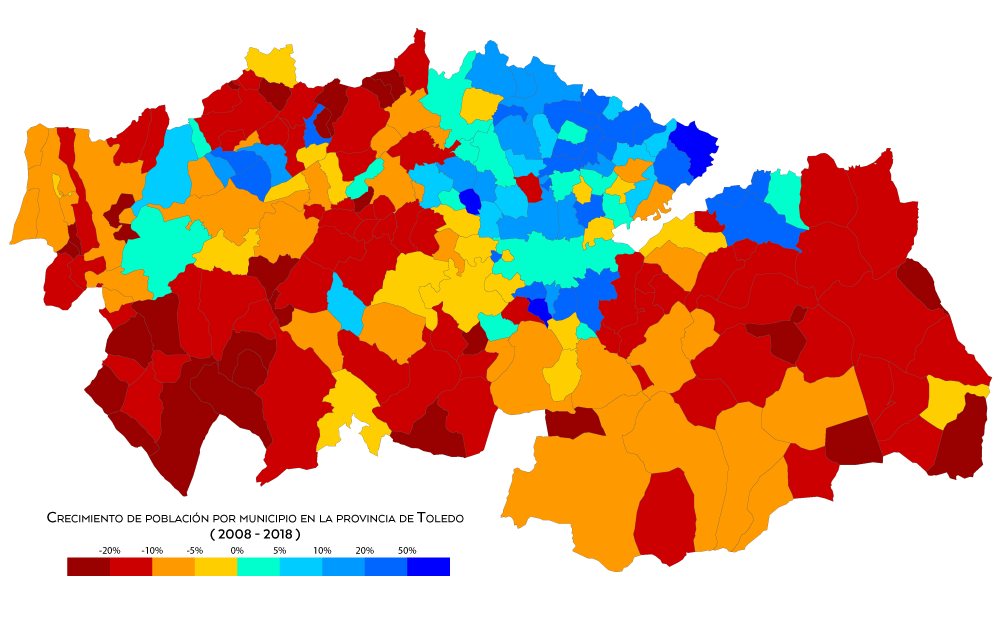
Crecimiento de la población por municipio entre 2008 y 2018

## Política
Diputación provincial
Representantes en Cortes Generales y Regionales

## Cultura

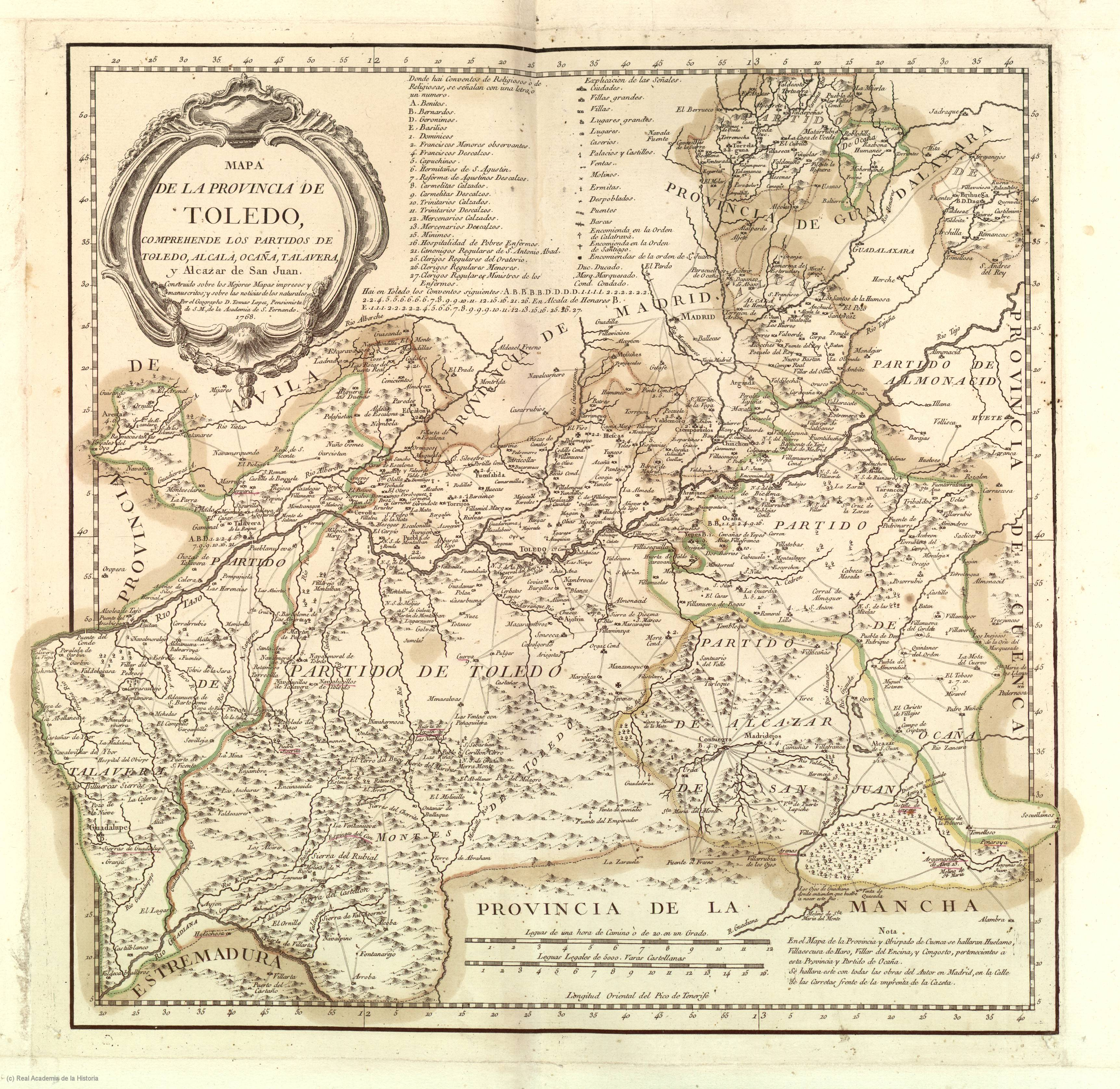
Mapa de la provincia de Toledo, dividida en los partidos de Toledo, Alcalá, Ocaña, Talavera, y Alcázar de San Juan publicado en 1768 por Tomás López

Dentro del folclore de la provincia destacan por su singularidad los paloteos y otras danzas, pasacalles, seguidillas castellanas, toques de procesión y bailes de la bandera que antaño se solían acompañar, frecuentemente, de dulzaina y tamboril. En algunas localidades, estas manifestaciones del folclore popular ya están perdidas y en otras se realizan con instrumentos de cuerda o por bandas de música, aunque aún se conserva la dulzaina y el tamboril en ciertos municipios. Algunos ejemplos de todo esto, son:
- Tinaní de Quismondo

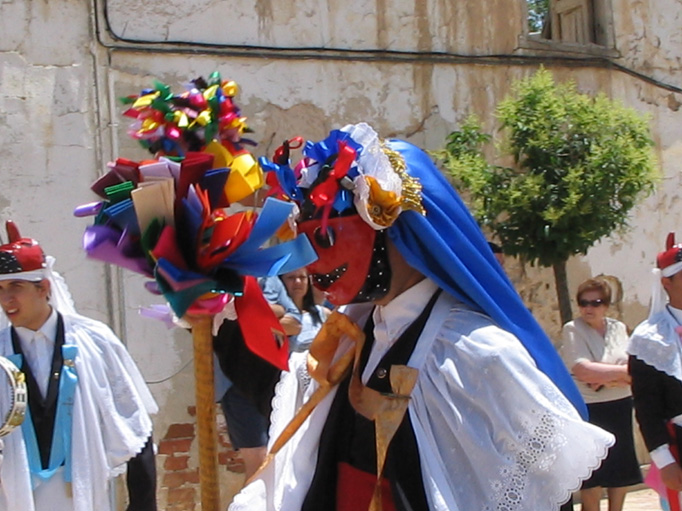
Pecados y Danzantes de Camuñas

- Paloteos y otras danzas de Escalonilla
- Paloteos y otras danzas de Méntrida
- Jota de los Gigantones y Cabezudos o de la Dulzaina de Torrijos
- Pasacalles de los caballos, Baile del montante y Pasacalles de la soldadesca de Carnaval en El Carpio de Tajo
- Toque de procesión, seguidillas castellanas y rigodón de La Mata
- Jota del tío Vicente, toque de procesión de San Pedro Cátedra de Antioquía y seguidillas castellanas de Carriches
- Baile de la bandera durante las fiestas del Cristo de la Caridad de Santa Olalla
- Baile de la bandera de Cebolla
- Danzas de Alcabón
- Seguidillas del cordón y paloteo de La Puebla de Montalbán
- Tejer el cordón de Gerindote
- Baile del cordón de Santa Cruz de Retamar.
- Danzas de Maqueda.
- Tejetecordón en El Real de San Vicente
- Paloteos y otras danzas de Villacañas
- Paloteos y otras danzas de Villanueva de Alcardete
- El cordón y otras danzas en Cabezamesada
- Danza o baile del cordón de Villatobas
- Danzas en el Auto de Navidad de Marjaliza
- Seguidillas castellanas y toque de procesión del santo en Carmena
- Baile de la bandera y jota de la rifa de Villaseca de la Sagra
- Danzas de Novés
- Seguidillas castellanas de San Juan en Huecas
- También se utilizó la dulzaina en la propia de ciudad de Toledo, al menos hasta el siglo XIX, acompañando por ejemplo a los gigantones y a las gigantillas.